# Wouter Schatborn
Wouter Schatborn (Naarden, 20 december 1942 - Bussum, 4 januari 2010) was een Nederlandse werktuigbouwkundige en energiespecialist.
Na de studies regeltechniek en gasturbines aan de TU Delft werkte hij 28 jaar bij Stork in diverse functies, van engineer tot lid van de raad van bestuur.
Vervolgens was hij zeven jaar directeur van het Energieonderzoek Centrum Nederland (ECN) in Petten.
Schatborn was een stimulerende kracht achter innovaties op energiegebied in Nederland, zoals windenergie, zonne-energie en biomassa. Na zijn pensionering begeleidde hij startende ondernemingen op het gebied van duurzame energie. Ook was hij columnist van het blad Utilities, vakblad voor Energie en Industrie.
Hij overleed in 2010 aan de gevolgen van een ongeval met zijn racefiets. Te zijner nagedachtenis werd in 2012 de Wouter Schatbornstichting opgericht. De stichting houdt zich bezig met het enthousiasmeren van jongeren voor energieonderzoek. Jaarlijks wordt in zijn woonplaats Bussum de Wouter Schatbornlezing gehouden. De lezing werd onder meer uitgesproken door oud-ministers Pieter Winsemius en Jacqueline Cramer en Hilversums burgemeester Pieter Broertjes.
Schatborns was een van de oprichters van het Nederlands Studenten Orkest en het Nederlands Studenten Kamerorkest. Hij speelde zelf viool in het Naardens Kamerorkest. Zijn dochter Francien Schatborn is een Nederlandse altvioliste.